# 吉岡康弘
吉岡 康弘（よしおか やすひろ、1934年4月11日 - 2002年4月17日）は、岡山県出身の映画撮影監督、写真家。大島渚監督の「絞死刑」や勅使河原宏監督作品などで撮影監督を担当した。
1961年、読売アンデパンダン展に出品した写真作品が「ワイセツ」との理由で開催4日目にして撤去された（『獣愛』参照）。吉岡康弘はそれに抗議するかたちで、その撤去された作品を主にした写真集『吉岡康弘作品集』を自費出版した（1962年）。DM方式で販売されたがほとんど売れず、お茶の水駅近くの喫茶店ジローで写真展及び写真集の即売会を催した。しかし即座にワイセツ物陳列罪で、アンデパンダン展同様の憂き目となってしまった。中原佑介、滝口修造、黛敏郎、安部公房、勅使河原宏、石元泰博によるテキストが寄せられている（書肆小笠原のサイト参照）。
1972年、平岡正明主宰「犯罪者同盟」機関誌「赤い風船あるいは牝狼の夜』（宮原安春編、前夜社）に収録した吉岡康弘撮影の無修正ヌード写真が問題となり、猥褻図画頒布の容疑で警視庁から指名手配を受けたが、不起訴。
「工藤哲巳・吉岡康弘 岡山の生んだ異才とその周辺」展が開催された（1975年、岡山）。
2002年4月17日、肝臓癌のため死去。

## スチール写真
- 『砂の女』安部公房原作・脚本、勅使河原宏監督、1964年
- 『他人の顔』安部公房原作・脚本、勅使河原宏監督、1966年
- 『怪談』小泉八雲原作、小林正樹監督、1965年
- 『悦楽』山田風太郎原作、大島渚監督、1965年
- 『白昼の通り魔』武田泰淳原作、大島渚監督、1966年
- 『日本春歌考』大島渚監督、1967年

## 映画撮影
- 『無理心中日本の夏』大島渚監督、1967年
- 『絞死刑』大島渚監督、1968年
- 『帰って来たヨッパライ』大島渚監督、1968年
- 『新宿泥棒日記』大島渚監督、1969年
- 『少年』大島渚監督、1969年
- 『男一匹ガキ大将』村野鉄太郎監督、1971年
- 『夏の妹』大島渚監督、1972年
- 『鬼の詩』村野鉄太郎監督、1975年
- 『遠野物語』村野鉄太郎監督、1982年
- 『国東物語』村野鉄太郎監督、1985年
- 『上方苦界草紙』村野鉄太郎監督、1991年

## 主要作品集・著作
- 『吉岡康弘作品集』私家版、1962年
- 「獣愛　第三のヴィナス』構成・装幀：杉浦康平、序文：加藤郁乎 （綜合図書、1971年）
- 『アヴァンギャルド60’s (フォト・ミュゼ)』（新潮社、1999年）
- 小説『ロンバルディアの歌』（ワイズ出版、2008年）

## 文献
- 『書を捨てよ、町へ出よう』寺山修司著、イラスト：横尾忠則、写真：吉岡康弘（初版：芳賀書店、1967年）
- 「赤い風船あるいは牝狼の夜』吉岡康弘、赤瀬川原平他 （宮原安春編、前夜社、1972年）
- 『六月の風』172号（2002年6月）『特集：60年代前衛の友情 吉岡康弘の死に』